# 安岡直
安岡 直（やすおか すなお、1963年 - 2015年）は、日本の哲学者。
北海道生まれの男性。慶應義塾大学文学部哲学科卒業。同大学院文学研究科博士課程退学。秀明大学教授を歴任。
『表現者』に連載を持っていた。
著書に『日本はなぜ自滅したのか』(秀明出版会、2010年)。